# Chlorops sulcipalpis
Chlorops sulcipalpis är en tvåvingeart som först beskrevs av Nartshuk 1973.  Chlorops sulcipalpis ingår i släktet Chlorops och familjen fritflugor. Inga underarter finns listade i Catalogue of Life.